# CREZL
CREZL（韓語：크레즐），是從2023年JTBC選秀節目《Phantom Singer 4》衍生而成的韓國男子跨界四重唱組合，並在節目中獲得第三名。四位成員包括趙珍虎、林圭亨、金修忍、李勝珉。
2024年4月11日，發行首張迷你專輯《CRE:㘉》，正式出道。

## 團體資料

### 團體名稱
團名是由英語中包含創造力的、創造性的、有創意的等意義的「Creative」和韓語中代表歡樂、愉悅等意的「즐겁다」所組合而成。

## 成員資料
| 趙珍虎 | 조진호 | Jo Jinho      | 1992年4月17日 · | 清涼高等學校                  | 流行音樂主唱、男高音 |
| 林圭亨 | 임규형 | Lim Kyu Hyung | 1993年11月1日 · | 中央大學 (韓國)戲劇系學士     | 音樂劇主唱、男高音   |
| 金修忍 | 김수인 | Kim Su-In     | 1995年9月13日 · | 中央大學 (韓國)傳統藝術系學士 | 韓國樂               |
| 李勝珉 | 이승민 | Lee Seungmin  | 1999年2月20日 · | 首爾大學聲樂系學士            | 男中音               |

## 經歷

### 出道前
2023年，四人參加JTBC選秀節目《Phantom Singer 4》洐生而成的韓國男子跨界四重唱組合，並在節目中獲得第三名。
金修忍在參加《Phantom Singer 4》時，在國立昌劇團中擔任韓國傳統音樂演員。
李勝珉是著名的首爾國立大學聲樂系的學生，林奎亨在參加節目的同時，也繼續在作品中擔任音樂劇演員。

### 2023年
在《Phantom Singer 4 》節目，樂團透過多樣化的歌曲選擇和音樂元素，在展現充滿活力的舞台表現力的同時，將自己與其他聲樂團體區分開來，在第一輪比賽中，趙珍虎和金修忍以及另一位參賽者齊聚一堂，以非傳統的流行/搖滾/國樂風格演繹了Charlie Puth 的《Dangerously》引起了製作方的高度讚揚。
李勝珉和金修忍隨後在第二輪二重唱中聯手錶演了一首流行歌曲Bishop Briggs的《River》，這提高了他們的實驗意願，產生了意想不到的、從未有過的效果。西方古典聲樂(parlando) 與韓國傳統音樂聲樂的合作，也引入了國樂rap 和beat-box 版本。
在三人組比賽中，隨著林圭亨的加入，樂隊重新演繹了韓國傳奇流行歌手曹容弼的一首深受喜愛的老派流行歌曲黃真妮，金修忍強大而獨特的音調聲音再次被運用，為歌曲賦予了不同的色彩和戲劇性。從流行音樂、搖滾音樂到法語香頌，因其音樂的多才多藝和表現力而被製作人稱為聲樂天才。
Crezl歡迎趙珍虎成為其第四位也是最後一位成員，一位製作人親切地暱稱趙珍虎為天使，因為他標誌性的高音讓人想起天堂天使。
2023年11月29日，與CHXXTA COMPANY簽訂合約，展開活動。
2023年12月23日，首次舉辦單獨見面會《CREZL 1st FANMEETING SANTA CREZL IS COMING TO TOWN》，Crezl也作為特別嘉賓在韓國廣播公司跨年夜年度倒數計時直播2024迎接新的一天中進行了表演，

### 2024年
Crezl預計將在2024年繼續進行團體和個人活動，Crezl在韓國國家交響樂團20241月12日新年音樂會上的特別表演開始了新的一年，他們與幻影歌手4入圍團隊Forténa在慶熙大學仙境劇院和平大廳舉行了聯合音樂會。
隔月，Crezl與另一支跨界組合《幻影歌手》第三季亞軍RabidAnce在舉辦了題為2024 RabidAnce x CREZL〈Suddenly Festival〉Aram Nuri 藝術中心聯合演唱會。
2024年4月11日，發行首張迷你專輯《CRE:㘉》，以主打《피안화 (Forbidden Love)》，正式出道。
2024年4月13日，首次舉辦單獨公演《CREZL 1st CONCERT 『BACKSTAGE：Rough》。
2024年4月13日至14日組合在首爾韓國電力藝術中心和2024年4月27日至28日在大邱天馬藝術中心室內大廳舉辦了首次個人演唱會Backstage: Rough，2025年5月25日還在清州藝術中心舉辦了一場特別演出音樂會， 除了新翻唱的歌曲外，演唱會還演唱了他們最近發行的迷你專輯中的歌曲，滿足了人們對現場表演的高度期待。
Crezl 繼續出現在各種網絡、廣播和廣播節目中，包括2024年7月17日在 MBC M Show Champion上演唱他們的主打歌《Forbidden Love》，粉絲演唱會於 2024年8月3日至4日在首爾同德女子大學]百年紀念館結束，其中添加了新的翻唱，包括韓國傳統歌曲《찬비і》和《我們都達到了音樂劇芝加哥音樂劇中的一首《Gun》，引起了觀眾的熱烈反響，2024年8月10日至11日，與《幻影歌手3》和《4》跨界組合Forténa、Libelante和RabidAnce合作舉辦的名為The Masterpiece的演唱會也在仁川Inspire Arena舉行。

## 音樂作品

#### 迷你專輯
| 專輯 # | 專輯資料                                                         | 曲目 |
| ------ | ---------------------------------------------------------------- | --- |
| 1st    | 《CRE:㘉》 - 發行日期：2024年4月11日 - 語言：韓語 - 銷量：12,831 | 曲目 1. 낙화 (落花) 2. 피안화 (Forbidden Love) 3. Fall On Me 4. Don't You Worry 'Bout A Thing 5. 그게 너라서(Because That's You) |

## 影音作品

### 音樂錄影帶
| 日期          | 歌曲名稱                | 版本 | 歌手/企劃 | 備註 |
| ------------- | ----------------------- | ---- | --------- | ---- |
| 2024年4月11日 | 피안화 (Forbidden Love) | MV   | CREZL     |      |

## 公演活動
| 日期                      | 活動名稱                                           | 舉行地點                                                              | 備註 |
| ------------------------- | -------------------------------------------------- | --------------------------------------------------------------------- | ---- |
| 2023年12月23—24日         | CREZL 1st FANMEETING SANTA CREZL IS COMING TO TOWN | Mary Hall (서강대학교 메리홀)                                         |      |
| 2024年4月13—14日、27—28日 | CREZL 1st CONCERT ‘BACKSTAGE：Rough’               | KEPCO Art Center Concert Hall、Yeungnam University Chunma Arts Center |      |

## 外部連結
團體連結
- CREZL的Instagram帳戶
- CREZL的Cafe （页面存档备份，存于）
- CREZL的YouTube （页面存档备份，存于）

個人連結
- 趙珍虎的Instagram帳戶
- 趙珍虎的YouTube （页面存档备份，存于）
- 林圭亨的Instagram帳戶
- 金修忍的Instagram帳戶
- 李勝珉的Instagram帳戶
- 李勝珉的Threads
- 李勝珉的YouTube （页面存档备份，存于）